# Alexandra Fusai
Alexandra Fusai (née le 22 novembre 1973 à Saint-Cloud) est une joueuse de tennis française, professionnelle de 1991 à 2003.

## Carrière tennistique
Pendant sa carrière elle emporté douze titres sur le circuit WTA, tous en double, la plupart avec Nathalie Tauziat.
En 1997, elle fait partie de l'équipe de France victorieuse de la Fed Cup en finale face aux Pays-Bas.
En simple, elle atteint une finale en 1995, à Varsovie, où elle s'incline face à Barbara Paulus. Parmi ses plus belles performances, on compte deux victoires sur des membres du top 10 mondial : en seizièmes de finale de Miami 1997 face à Anke Huber, no 8 (7-61, 6-3) ; et en seizièmes de finale de Rome 1998 face à Jana Novotná, no 3 (2-6, 7-66, 6-3).

## Palmarès

### Titre en simple dames
Aucun

### Finale en simple dames
| No | Date       | Nom et lieu du tournoi        | Catégorie | Dotation  | Surface      | Vainqueure     | Score         |          |
| -- | ---------- | ----------------------------- | --------- | --------- | ------------ | -------------- | ------------- | -------- |
| 1  | 11-09-1995 | Warsaw Cup by Heros, Varsovie | Tier III  | 161 250 $ | Terre (ext.) | Barbara Paulus | 7-6, 4-6, 6-1 | Parcours |

### Titres en double dames
| No | Date       | Nom et lieu du tournoi                  | Catégorie | Dotation    | Surface         | Partenaire       | Finalistes                           | Score         |          |
| -- | ---------- | --------------------------------------- | --------- | ----------- | --------------- | ---------------- | ------------------------------------ | ------------- | -------- |
| 1  | 07-10-1996 | Wismilak Open Surabaya                  | Tier IV   | 107 500 $   | Dur (ext.)      | Kerry-Anne Guse  | Tina Križan Noëlle van Lottum        | 6-4, 6-4      | Parcours |
| 2  | 03-02-1997 | EA-Generali Austrian Open Linz          | Tier III  | 164 250 $   | Moquette (int.) | Nathalie Tauziat | Eva Melicharová Helena Vildová       | 4-6, 6-3, 6-1 | Parcours |
| 3  | 21-04-1997 | Lotto Open Budapest                     | Tier IV   | 107 500 $   | Terre (ext.)    | Amanda Coetzer   | Eva Martincová Elena Wagner          | 6-3, 6-1      | Parcours |
| 4  | 03-11-1997 | Ameritech Cup Chicago                   | Tier II   | 450 000 $   | Moquette (int.) | Nathalie Tauziat | Lindsay Davenport Monica Seles       | 6-3, 6-2      | Parcours |
| 5  | 23-02-1998 | Generali Ladies Tennis Grand Prix Linz  | Tier II   | 450 000 $   | Moquette (int.) | Nathalie Tauziat | Anna Kournikova Larisa Neiland       | 6-3, 3-6, 6-4 | Parcours |
| 6  | 18-05-1998 | Internationaux de Strasbourg Strasbourg | Tier III  | 200 000 $   | Terre (ext.)    | Nathalie Tauziat | Yayuk Basuki Caroline Vis            | 6-4, 6-3      | Parcours |
| 7  | 24-08-1998 | Pilot Pen International New Haven       | Tier II   | 450 000 $   | Dur (ext.)      | Nathalie Tauziat | Mariaan de Swardt Jana Novotná       | 6-1, 6-0      | Parcours |
| 8  | 08-02-1999 | Nokia Cup Prostějov                     | Tier IVb  | 112 500 $   | Moquette (int.) | Nathalie Tauziat | Květa Hrdličková Helena Vildová      | 3-6, 6-2, 6-1 | Parcours |
| 9  | 10-05-1999 | German Open Berlin                      | Tier I    | 1 050 000 $ | Terre (ext.)    | Nathalie Tauziat | Jana Novotná Patricia Tarabini       | 6-3, 7-5      | Parcours |
| 10 | 03-01-2000 | ASB Bank Classic Auckland               | Tier IVb  | 110 000 $   | Dur (ext.)      | Cara Black       | Barbara Schwartz Patricia Wartusch   | 3-6, 6-3, 6-4 | Parcours |
| 11 | 25-09-2000 | SEAT Open Luxembourg                    | Tier III  | 170 000 $   | Moquette (int.) | Nathalie Tauziat | Lioubomira Batcheva Cristina Torrens | 6-3, 7-60     | Parcours |
| 12 | 01-01-2001 | ASB Bank Classic Auckland               | Tier V    | 110 000 $   | Dur (ext.)      | Rita Grande      | Emmanuelle Gagliardi Barbara Schett  | 7-64, 6-3     | Parcours |

### Finales en double dames
| No | Date       | Nom et lieu du tournoi                  | Catégorie | Dotation    | Surface         | Vainqueures                       | Partenaire         | Score          |          |
| -- | ---------- | --------------------------------------- | --------- | ----------- | --------------- | --------------------------------- | ------------------ | -------------- | -------- |
| 1  | 25-07-1994 | Styrian Open Maria Lankowitz            | Tier IV   | 100 000 $   | Terre (ext.)    | Sandra Cecchini Patricia Tarabini | Karina Habšudová   | 7-5, 7-5       | Parcours |
| 2  | 14-11-1994 | P&G Tennis Open Taïwan                  | Tier IV   | 100 000 $   | Dur (ext.)      | Michelle Jaggard Rene Simpson     | Nancy Feber        | 6-0, 7-6       | Parcours |
| 3  | 24-07-1995 | Styrian Open Maria Lankowitz            | Tier IV   | 107 500 $   | Terre (ext.)    | Silvia Farina Andrea Temesvári    | Wiltrud Probst     | 6-2, 6-2       | Parcours |
| 4  | 29-04-1996 | “M” Elektronika Cup Bol                 | Tier IV   | 107 500 $   | Terre (ext.)    | Laura Montalvo Paola Suárez       | Alexia Dechaume    | 6-7, 6-3, 6-4  | Parcours |
| 5  | 16-09-1996 | Warsaw Cup by Heros Varsovie            | Tier III  | 164 250 $   | Terre (ext.)    | Olga Lugina Elena Pampoulova      | Laura Garrone      | 1-6, 6-4, 7-5  | Parcours |
| 6  | 10-02-1997 | Open Gaz de France Paris                | Tier II   | 450 000 $   | Moquette (int.) | Martina Hingis Jana Novotná       | Rita Grande        | 6-3, 6-0       | Parcours |
| 7  | 18-08-1997 | US Hard Court Championships Atlanta     | Tier II   | 450 000 $   | Dur (ext.)      | Nicole Arendt Manon Bollegraf     | Nathalie Tauziat   | 6-7, 6-3, 6-2  | Parcours |
| 8  | 20-10-1997 | Challenge Bell Québec                   | Tier III  | 164 250 $   | Moquette (int.) | Lisa Raymond Rennae Stubbs        | Nathalie Tauziat   | 6-4, 5-7, 7-5  | Parcours |
| 9  | 17-11-1997 | Chase Championships New York            | Masters   | 2 000 000 $ | Moquette (int.) | Lindsay Davenport Jana Novotná    | Nathalie Tauziat   | 6-7, 6-3, 6-2  | Parcours |
| 10 | 05-03-1998 | State Farm Evert Cup Indian Wells       | Tier I    | 1 250 000 $ | Dur (ext.)      | Lindsay Davenport Natasha Zvereva | Nathalie Tauziat   | 6-4, 2-6, 6-4  | Parcours |
| 11 | 11-05-1998 | German Open Berlin                      | Tier I    | 926 250 $   | Terre (ext.)    | Lindsay Davenport Natasha Zvereva | Nathalie Tauziat   | 6-3, 6-0       | Parcours |
| 12 | 03-08-1998 | Toshiba Classic San Diego               | Tier II   | 450 000 $   | Dur (ext.)      | Lindsay Davenport Natasha Zvereva | Nathalie Tauziat   | 6-2, 6-1       | Parcours |
| 13 | 16-11-1998 | Chase Championships New York            | Masters   | 2 000 000 $ | Moquette (int.) | Lindsay Davenport Natasha Zvereva | Nathalie Tauziat   | 6-7, 7-5, 6-3  | Parcours |
| 14 | 15-02-1999 | Faber Grand Prix Hanovre                | Tier II   | 450 000 $   | Moquette (int.) | Serena Williams Venus Williams    | Nathalie Tauziat   | 5-7, 6-2, 6-2  | Parcours |
| 15 | 03-05-1999 | Italian Open Rome                       | Tier I    | 1 050 000 $ | Terre (ext.)    | Martina Hingis Anna Kournikova    | Nathalie Tauziat   | 6-2, 6-2       | Parcours |
| 16 | 17-05-1999 | Internationaux de Strasbourg Strasbourg | Tier III  | 190 000 $   | Terre (ext.)    | Elena Likhovtseva Ai Sugiyama     | Nathalie Tauziat   | 2-6, 7-6, 6-1  | Parcours |
| 17 | 07-06-1999 | DFS Classic Birmingham                  | Tier III  | 180 000 $   | Gazon (ext.)    | Corina Morariu Larisa Neiland     | Inés Gorrochategui | 6-4, 6-4       | Parcours |
| 18 | 31-01-2000 | Toray Pan Pacific Open Tokyo            | Tier I    | 1 080 000 $ | Moquette (int.) | Martina Hingis Mary Pierce        | Nathalie Tauziat   | 6-4, 6-1       | Parcours |
| 19 | 02-04-2001 | Porto Open Porto                        | Tier IV   | 140 000 $   | Terre (ext.)    | María José Martínez Anabel Medina | Rita Grande        | 6-1, 6-75, 7-5 | Parcours |
| 20 | 11-02-2002 | Qatar Total FinaElf Open Doha           | Tier III  | 170 000 $   | Dur (ext.)      | Janette Husárová Arantxa Sánchez  | Caroline Vis       | 6-3, 6-3       | Parcours |
| 21 | 15-04-2002 | Family Circle Cup Charleston            | Tier I    | 1 224 000 $ | Terre (ext.)    | Lisa Raymond Rennae Stubbs        | Caroline Vis       | 6-4, 3-6, 7-64 | Parcours |

## Parcours en Grand Chelem

### En simple dames
| Année | Open d'Australie                                  | Open d'Australie  | Internationaux de France | Internationaux de France | Wimbledon                                         | Wimbledon                                     | US Open                                              | US Open            |
| ----- | ------------------------------------------------- | ----------------- | ------------------------ | ------------------------ | ------------------------------------------------- | --------------------------------------------- | ---------------------------------------------------- | ------------------ |
| 1991  | -                                                 | -                 | 1er tour (1/64)          | Mariaan de Swardt        | -                                                 | -                                             | -                                                    | -                  |
| 1992  | -                                                 | -                 | 1er tour (1/64)          | Cristina Tessi           | -                                                 | -                                             | 1er tour (1/64)                                      | Sandrine Testud    |
| 1993  | 1er tour (1/64)                                   | Lindsay Davenport | 2e tour (1/32)           | Jennifer Capriati        | 1er tour (1/64)                                   | Ruxandra Dragomir                             | 2e tour (1/32)                                       | Laura Golarsa      |
| 1994  | -                                                 | -                 | 3e tour (1/16)           | Sabine Hack              | 1er tour (1/64)                                   | Elena Bryukhovets                             | 2e tour (1/32)                                       | Lisa Raymond       |
| 1995  | 1er tour (1/64)                                   | Natasha Zvereva   | 1er tour (1/64)          | Julie Halard             | 1er tour (1/64)                                   | Park Sung-hee                                 | -                                                    | -                  |
| 1996  | 3e tour (1/16)                                    | Iva Majoli        | 2e tour (1/32)           | Elena Makarova           | 2e tour (1/32)                                    | Linda Wild                                    | 2e tour (1/32)                                       | Naoko Kijimuta     |
| 1997  | 2e tour (1/32)                                    | Barbara Schett    | 2e tour (1/32)           | Iva Majoli               | 1er tour (1/64)                                   | Amanda Coetzer                                | 3e tour (1/16)                                       | Arantxa Sánchez    |
| 1998  | -                                                 | -                 | 3e tour (1/16)           | Arantxa Sánchez          | 2e tour (1/32)                                    | Monica Seles                                  | 2e tour (1/32)                                       | Mary Joe Fernández |
| 1999  | -                                                 | -                 | 1er tour (1/64)          | Venus Williams           | 1er tour (1/64)                                   | Lindsay Davenport                             | Q3 \|\| style="text-align:left" \| Anastasia Myskina |                    |
| 2000  | 1er tour (1/64)                                   | Lisa Raymond      | 2e tour (1/32)           | Barbara Schett           | Q2 \|\| style="text-align:left" \| Yvette Basting | Q1 \|\| style="text-align:left" \| Anca Barna |                                                      |                    |
| 2001  | 1er tour (1/64)                                   | Melissa Dowse     | 1er tour (1/64)          | Meilen Tu                | Q3 \|\| style="text-align:left" \| Maureen Drake  | 1er tour (1/64)                               | Nadia Petrova                                        |                    |
| 2002  | Q1 \|\| style="text-align:left" \| Ansley Cargill | 1er tour (1/64)   | Janette Husárová         | 1er tour (1/64)          | Miriam Oremans                                    | Q1 \|\| style="text-align:left" \| Miho Saeki |                                                      |                    |

À droite du résultat, l’ultime adversaire.

### En double dames
| Année | Open d'Australie             | Open d'Australie          | Internationaux de France      | Internationaux de France    | Wimbledon                    | Wimbledon                   | US Open                       | US Open                    |
| ----- | ---------------------------- | ------------------------- | ----------------------------- | --------------------------- | ---------------------------- | --------------------------- | ----------------------------- | -------------------------- |
| 1991  | -                            | -                         | 1er tour (1/32) Olivia Fery   | R. McQuillan C. Tanvier     | -                            | -                           | -                             | -                          |
| 1992  | -                            | -                         | 1er tour (1/32) Sophie Amiach | Patty Fendick A. Strnadová  | -                            | -                           | 1er tour (1/32) K. Godridge   | S. Sampras T. Whitlinger   |
| 1993  | 2e tour (1/16) N. Tschan     | Pam Shriver E. Smylie     | 2e tour (1/16) C. Suire       | I. Demongeot Elna Reinach   | -                            | -                           | 1er tour (1/32) M. Gaidano    | Katrina Adams M. Bollegraf |
| 1994  | -                            | -                         | 2e tour (1/16) M. Feistel     | Lori McNeil Rennae Stubbs   | 1er tour (1/32) Carin Bakkum | E. Maniokova Leila Meskhi   | 1er tour (1/32) Tracey Morton | L. Neiland G. Sabatini     |
| 1995  | 1er tour (1/32) D. Monami    | Jana Novotná A. Sánchez   | 2e tour (1/16) Åsa Svensson   | Katrina Adams Zina Garrison | 2e tour (1/16) K. Habšudová  | Katrina Adams Zina Garrison | 2e tour (1/16) K. Guse        | M. Hingis Iva Majoli       |
| 1996  | 1er tour (1/32) K. Habšudová | Virag Csurgo N. Kijimuta  | 1/4 de finale Mercedes Paz    | G. Fernández N. Zvereva     | 2e tour (1/16) K. Guse       | G. Fernández N. Zvereva     | 1er tour (1/32) Mercedes Paz  | Debbie Graham K. Radford   |
| 1997  | 2e tour (1/16) Mercedes Paz  | Krivencheva F. Perfetti   | 1/2 finale N. Tauziat         | MJ Fernández Lisa Raymond   | 3e tour (1/8) Rita Grande    | L. Davenport Jana Novotná   | 1/4 de finale N. Tauziat      | G. Fernández N. Zvereva    |
| 1998  | -                            | -                         | 1/4 de finale N. Tauziat      | A. Kournikova L. Neiland    | 2e tour (1/16) N. Tauziat    | Lori McNeil Chanda Rubin    | 2e tour (1/16) N. Tauziat     | K. Kschwendt A. Sidot      |
| 1999  | -                            | -                         | 1/2 finale N. Tauziat         | M. Hingis A. Kournikova     | 2e tour (1/16) N. Tauziat    | Nicole Arendt M. Bollegraf  | 3e tour (1/8) N. Tauziat      | Nicole Arendt M. Bollegraf |
| 2000  | 2e tour (1/16) N. Tauziat    | Els Callens D. Monami     | 1/2 finale N. Tauziat         | M. Hingis Mary Pierce       | 2e tour (1/16) N. Tauziat    | Amy Frazier K. Schlukebir   | 3e tour (1/8) N. Tauziat      | Els Callens D. Monami      |
| 2001  | 1/4 de finale Rita Grande    | Nicole Arendt Ai Sugiyama | 2e tour (1/16) Rita Grande    | Justine Henin E. Tatarkova  | 2e tour (1/16) Rita Grande   | Nadia Petrova Tina Pisnik   | 1er tour (1/32) Rita Grande   | Els Callens Chanda Rubin   |
| 2002  | 2e tour (1/16) Caroline Vis  | K. Boogert M. Oremans     | 3e tour (1/8) Caroline Vis    | V. Ruano Paola Suárez       | 1er tour (1/32) Caroline Vis | C. Martínez Mary Pierce     | 2e tour (1/16) Caroline Vis   | V. Ruano Paola Suárez      |

Sous le résultat, la partenaire ; à droite, l’ultime équipe adverse.

### En double mixte
| Année | Open d'Australie             | Open d'Australie          | Internationaux de France    | Internationaux de France  | Wimbledon                    | Wimbledon                   | US Open                       | US Open                    |
| ----- | ---------------------------- | ------------------------- | --------------------------- | ------------------------- | ---------------------------- | --------------------------- | ----------------------------- | -------------------------- |
| 1995  | -                            | -                         | 1er tour (1/32) G. Raoux    | Lori McNeil Jorge Lozano  | -                            | -                           | -                             | -                          |
| 1996  | -                            | -                         | 2e tour (1/16) R. Gilbert   | Katrina Adams Libor Pimek | 1er tour (1/32) Kenny Thorne | L. Davenport Grant Connell  | -                             | -                          |
| 1997  | 1er tour (1/16) David Adams  | M. Bollegraf Rick Leach   | 3e tour (1/8) David Adams   | Rika Hiraki M. Bhupathi   | 3e tour (1/8) David Adams    | Yayuk Basuki Tom Nijssen    | -                             | -                          |
| 1998  | -                            | -                         | 2e tour (1/16) David Adams  | Rika Hiraki Paul Kilderry | 1er tour (1/32) David Adams  | K. Boogert M. Barnard       | 1er tour (1/16) David Adams   | C. Morariu Brian MacPhie   |
| 1999  | -                            | -                         | -                           | -                         | -                            | -                           | 1er tour (1/16) Martin Damm   | Ai Sugiyama M. Bhupathi    |
| 2000  | -                            | -                         | -                           | -                         | -                            | -                           | 2e tour (1/8) P. Galbraith    | Likhovtseva Paul Haarhuis  |
| 2001  | 1er tour (1/16) Tom Vanhoudt | R. McQuillan P. Tramacchi | 1/4 de finale J. Golmard    | Likhovtseva M. Bhupathi   | 1er tour (1/32) Pablo Albano | Rennae Stubbs T. Woodbridge | 1er tour (1/16) Kevin Ullyett | Anabel Medina Jeff Tarango |
| 2002  | -                            | -                         | 2e tour (1/8) Julien Varlet | A. Sánchez Jared Palmer   | 1er tour (1/32) Tom Vanhoudt | Lisa McShea Rick Leach      | -                             | -                          |

Sous le résultat, le partenaire ; à droite, l’ultime équipe adverse.

## Parcours aux Masters

### En double dames
| # | Date       | Nom de l'édition             | ($)       | Surface         | Résultat      | Partenaire       | Ultimes adversaires               | Score          |          |
| - | ---------- | ---------------------------- | --------- | --------------- | ------------- | ---------------- | --------------------------------- | -------------- | -------- |
| 1 | 17/11/1997 | Chase Championships New York | 2 000 000 | Moquette (int.) | Finale        | Nathalie Tauziat | Lindsay Davenport Jana Novotná    | 6-7, 6-3, 6-2  | Parcours |
| 2 | 16/11/1998 | Chase Championships New York | 2 000 000 | Moquette (int.) | Finale        | Nathalie Tauziat | Lindsay Davenport Natasha Zvereva | 6-7, 7-5, 6-3  | Parcours |
| 3 | 15/11/1999 | Chase Championships New York | 2 000 000 | Moquette (int.) | 1/4 de finale | Nathalie Tauziat | Martina Hingis Anna Kournikova    | 1-6, 6-1, 7-5  | Parcours |
| 4 | 13/11/2000 | Chase Championships New York | 2 000 000 | Moquette (int.) | 1/4 de finale | Nathalie Tauziat | Lisa Raymond Rennae Stubbs        | 6-4, 7-65      | Parcours |
| 5 | 29/10/2001 | Sanex Championships Munich   | 3 000 000 | Dur (int.)      | 1/4 de finale | Rita Grande      | Virginia Ruano Paola Suárez       | 4-6, 7-63, 6-2 | Parcours |

## Parcours en Coupe de la Fédération
| #                                                                 | Date       | Lieu        | Surface         | Gagnante(s)                         | Perdante(s)                      | Score          |          |
|                                                                   |            |             |                 |                                     |                                  |                |          |
| 1994 - 1er tour (groupe mondial) - Corée du Sud - France - 0 : 3  |            |             |                 |                                     |                                  |                |          |
| 1                                                                 | 18/07/1994 | Francfort   | Terre (ext.)    | Alexandra Fusai Nathalie Tauziat    | Choi Ju-yeon Park Sung-hee       | 6-4, 6-4       | Parcours |
|                                                                   |            |             |                 |                                     |                                  |                |          |
| 1997 - 1/4 de finale (groupe mondial) - Japon - France - 1 : 4    |            |             |                 |                                     |                                  |                |          |
| 2                                                                 | 01/03/1997 | Tokyo       | Dur (int.)      | Alexandra Fusai Anne-Gaëlle Sidot   | Naoko Kijimuta Kyoko Nagatsuka   | 7-5, 6-4       | Parcours |
|                                                                   |            |             |                 |                                     |                                  |                |          |
| 1997 - 1/2 finale (groupe mondial) - France - Belgique - 3 : 2    |            |             |                 |                                     |                                  |                |          |
| 3                                                                 | 12/07/1997 | Nice        | Terre (ext.)    | Alexandra Fusai                     | Sabine Appelmans                 | 6-71, 6-3, 6-1 | Parcours |
| 3                                                                 | 12/07/1997 | Nice        | Terre (ext.)    | Dominique Monami                    | Alexandra Fusai                  | 6-3, 6-3       | Parcours |
| 3                                                                 | 12/07/1997 | Nice        | Terre (ext.)    | Alexandra Fusai Nathalie Tauziat    | Els Callens Dominique Monami     | 3-6, 6-2, 7-5  | Parcours |
|                                                                   |            |             |                 |                                     |                                  |                |          |
| 1997 - Finale (groupe mondial) - Pays-Bas - France - 1 : 4        |            |             |                 |                                     |                                  |                |          |
| 4                                                                 | 04/10/1997 | Bois-le-Duc | Moquette (int.) | Alexandra Fusai Nathalie Tauziat    | Manon Bollegraf Caroline Vis     | 6-3, 6-4       | Parcours |
|                                                                   |            |             |                 |                                     |                                  |                |          |
| 1998 - 1/4 de finale (groupe mondial) - Belgique - France - 2 : 3 |            |             |                 |                                     |                                  |                |          |
| 5                                                                 | 18/04/1998 | Gand        | Dur (int.)      | Alexandra Fusai Nathalie Tauziat    | Els Callens Laurence Courtois    | 6-4, 6-0       | Parcours |
|                                                                   |            |             |                 |                                     |                                  |                |          |
| 1998 - 1/2 finale (groupe mondial) - Suisse - France - 5 : 0      |            |             |                 |                                     |                                  |                |          |
| 6                                                                 | 25/07/1998 | Sion        | Terre (ext.)    | Emmanuelle Gagliardi Patty Schnyder | Alexandra Fusai Nathalie Tauziat | 2-6, 6-3, 6-3  | Parcours |

## Classements WTA en fin de saison

### En simple
| Année | 1990 | 1991 | 1992 | 1993 | 1994 | 1995 | 1996 | 1997 | 1998 | 1999 | 2000 | 2001 | 2002 | 2003 |
| Rang  | 304  | 184  | 133  | 77   | 92   | 104  | 59   | 51   | 39   | 177  | 146  | 141  | 196  | 1006 |

Source : (en) « Classements de Alexandra Fusai », sur le site officiel du WTA Tour

### En double
| Année | 1990 | 1991 | 1992 | 1993 | 1994 | 1995 | 1996 | 1997 | 1998 | 1999 | 2000 | 2001 | 2002 | 2003 |
| Rang  | 464  | 215  | 143  | 143  | 72   | 57   | 35   | 14   | 8    | 13   | 19   | 32   | 65   | 380  |

Source : (en) « Classements de Alexandra Fusai », sur le site officiel du WTA Tour